# Elephant Path: Njaia Njoku
Elephant Path: Njaia Njoku es una película documental centroafricana de 2018, dirigida por Todd McGrain y coproducida por McGrain y Scott Anger.
La película fue rodada íntegramente en la República Centroafricana. El filme se exhibió en el Festival de Cine de Wisconsin y fue galardonado como el mejor largometraje documental en el Festival Internacional de Cine de Richmond de 2019. El nombre del filme alude a los senderos que construyen los elefantes de la foresta mientras transitan, mientras comen frutos y nueces y en los cuales vuelven a crecer otros árboles que dan más de dichos frutos.

## Sinopsis
La película gira en torno a una alianza poco probable hecha por un biólogo estadounidense, un rastreador de Bayaka, un guardia ecológico bantú y un contratista de seguridad israelí con la finalidad de proteger la última manada salvaje de elefantes del bosque de la República Centroafricana, debido a la devastación de la Guerra civil y de los traficantes que tratan de cazar a los elefantes para apoderarse del valioso marfil de sus colmillos.

## Producción
McGrain había comenzado alrededor de 20 años antes el Proyecto Pájaro Perdido, dedicado a las esculturas de pájaros que luego eran incorporadas a distintos museos, incluido el Smithsonian y esa actividad le llevó a interesarse en los elefantes y fue así que cinco años atrás comenzó la película, cuyo propósito era el mismo: interesar al público del problema de la extinción de una especie animal. Viajó a África Central con el equipo de filmación cuatro veces con estadías de alrededor de un mes en cada oportunidad y trabajó con personas de la tribu Bayaka que trabajan como guías para turistas y también se preocupan para la conservación de la fauna. Los viajes por África Central no eran fáciles por la inestabilidad política, la existencia de rebeldes armados y la desconfianza hacia las compañías extranjeras que son vistas como persiguiendo el lucro mediante la explotación de recursos naturales como único objetivo.

## Lanzamiento
Se estrenó el 10 de junio de 2018 en DOC NYC. Recibió reseñas positivas de los críticos y se proyectó en muchos festivales de cine. En 2019, ganó el premio Best of Festival del Festival Internacional de Cine de Richmond como película documental. También tuvo muchas proyecciones especiales en todo el mundo: Museo Nacional de Historia Estadounidense en Washington D. C., Facultad de Derecho de la Universidad de Nueva York, Festival de Cine de Santa Cruz, Proyección Comunitaria en la Universidad Penn State, Festival Internacional de Cine de Vida Silvestre Green Screen, Festival de Artes LoKo y Princeton Festival de Cine Ambiental. En el Festival de Cine de Wisconsin 2019, ganó el Golden Badger Award y el Premio a la Mejor Película en el Portland EcoFil 2019 Fest.

## Críticas
Kailee Andrews en el sitio tonemadison.com escribió sobre la película:

”…más que hablar sobre los cazadores furtivos, los consumidores, los lugareños y los legisladores involucrados...sigue de cerca tres colegas del Parque Nacional de Dzanga en la República Centroafricana donde la especie de los elefantes del bosque amenazada de extinción encuentra refugio de la industria y la caza furtiva….el guía local Sessely Bernard… la bióloga estadounidense, Andrea Turkalo, y la joven guara ecológica, Zephirine Mbele, que con su equipo se esfuerza por defenderse de la violencia….Algunos de los mejores momentos de la película nos permiten sumergirnos en la paz de la vida en el parque, el tiempo dedicado a lavar los pies en los arroyos o dibujar las orejas distintivas de los elefantes para reconocerlos mejor como individuos. Elephant Path no vacila en enfrentar la brutalidad de la situación, incluidas las escenas del desmembramiento del elefante para satisfacer la demanda del mercado de marfil.

Catherine Capellaro en el sitio isthmus.com dijo:

"Te advierto que humanos y elefantes resultaron heridos, y si eres sensible, como yo, a veces quieres protegerte los ojos. Es brutal y triste, pero el escultor convertido en director Todd McGrain no está interesado en manipular nuestras emociones. Deja que las personas y las imágenes hablen por sí mismas. El resultado es poesía, y extrañamente inspirador. Es una mirada íntima a la vida de un pueblo que te deja con esperanza para los elefantes y los humanos."